# 江油市第三涪江大桥
江油市第三涪江大桥又称江油市涪江三桥，是四川省绵阳市江油市在汶川大地震后建设的一座跨越涪江连接江油南部市区两岸的大型公路桥。大桥在2009年10月开通，全长340.05米，为双向四车道加两条非机动车道和绿化带设计，桥两端为立交式引桥。桥梁现在为江油市工业园区车辆前往绵阳市区的主要通道之一。

## 建设历史
涪江三桥建设始于2007年1月22日，项目由江油市规划和建设局批复同意选址实施。在2008年5月12日汶川大地震后，大桥在建部分受到了严重损坏，2#桥墩2-b柱工程出现大量裂缝，而3#、4#、5#墩在建工程受破坏相对较小。2008年8月25日，河南省交通厅与江油市交通局就大桥恢复建设工作达成一致意见。2009年9月28日，大桥重新开工。2009年9月底，涪江三桥在河南省对口援建下竣工通车，共投资9800余万元。大桥建成后，被冠以“中原爱心桥”的名称以纪念河南省对江油市的震后对口支援。

## 结构
江油市第三涪江大桥为钢筋混凝土梁桥，全长340.05米，宽29米，其中机动车道宽15米，为双向四车道布局；两侧有绿化带、非机动车道与人行道。桥梁设计荷载城市-A级。人群荷载3.5千牛每平方米。

## 周边
大桥西端连接江油新开发区，东端连接江油河南工业园。桥梁西端两旁为江油市第三个公园——体育公园。大鹏路跨该桥梁而过，连接 205省道（江油市区称李白大道）和江彰大道。

## 相关内容
- 江油市第三涪江大桥是江油市区现有四座跨涪江大桥之一。关于另外三座大桥请参阅维基百科条目：江油市第一涪江大桥、江油市第二涪江大桥、江油市第五涪江大桥。
- 汶川地震后第三涪江大桥的修建和大桥两岸的河南工业园、江彰大道（南段和中段）均是汶川地震后河南省对江油市对口援建的项目。关于汶川大地震的灾后对口援建，请参阅条目 汶川大地震 的 重建 章节；你也可以查看维基文库中的 汶川地震灾后恢复重建对口支援方案